# 2022年のタイグランプリ
2022年のタイグランプリは、ロードレース世界選手権の2022年シーズン第16戦として、10月2日にタイ・ブリーラム県のチャーン・インターナショナル・サーキットで開催されたレースイベント。2019年以来3年ぶりに開催となる。